# 개성 적조사 쇠부처
개성 적조사 쇠부처(開城 寂照寺 쇠부처) 또는 개성 적조사 철조여래좌상(開城 寂照寺 鐵造如來坐像)는 개성시 방직동 고려박물관에 있는 고려 시대의 불상이다. 조선민주주의인민공화국의 국보 제137호로 지정되었다.